# 湯姆·蘭托斯
托馬斯·彼得·蘭托斯（英語：Thomas Peter Lantos，1928年2月1日—2008年2月11日），自1981年至2008年逝世時為民主黨籍的美國眾議院議員，代表加州第十二國會選區。
蘭托斯於2008年1月宣佈因患上食道癌而不會再尋求連任，但未幾因病在任內病逝。

## 生平
蘭托斯在1928年2月1日生於匈牙利布達佩斯一個猶太人家庭，出生時取名蘭托斯·陶马什·彼得（Lantos Tamás Péter）。匈牙利被納粹德國統治期間，蘭托斯曾參與過反納粹的抵抗運動，他後來偶爾在演講中提起這段歷史，表示自己是少數曾親身抵抗法西斯的在世眾議院議員。
蘭托斯在第二次世界大戰期間曾得到羅爾·華倫堡提供庇護，因此他後來在1981年曾支持一項議案，向瓦倫貝里追贈美國榮譽公民身份。蘭托斯戰後於1947年移居美國，當時初到美国的他仍然留有很重的匈牙利口音。
他曾入讀羅蘭大學，其後申請獎學金轉學到華盛頓大學及加州大學柏克萊分校，於1953年取得哲學博士學位。自1950年至1980年，蘭托斯曾任經濟學教授、又為電視節目擔任過國際關係分析員，以及為不同行業提供顧問意見。此外，他亦曾為數位參議員擔任高級幕僚。
在1980年，蘭托斯首次參選眾議院，挑戰尋求首次連任的共和黨眾議員比爾·羅耶，最後他以多出5,700票的優勢擊敗羅耶，成功當選。此後，蘭托斯每次在選舉中都以取得極大多數票數勝出，並連續連任了十三次之多。他是歷史上唯一一位擔任過美國眾議院議員的猶太人大屠殺倖存者。2005年1月17日在台灣，中華民國總統陳水扁授予他大綬景星勳章。

## 政治立場
蘭托斯在伊拉克戰爭爆發初期曾表態大力支持，但自2006年開始改變立場，對戰事發表批評言論，在2007年的時候，他更以美國眾議院外交事務委員會主席身份召開20場有關於戰事的聽證會。
此外，蘭托斯也曾是国会进步核心小组的成員之一，他支持過對美國醫療系統進行改革、減低全國赤字預算及公債、重新審視《2001年經濟增長及稅務寬減調解法案》、以及反對社會保障私有化的建議。蘭托斯又支持同性婚姻權利及藥用大麻合法化；他也是槍械管制及婦女有權選擇墮胎的堅定支持者。

## 人权事业
汤姆·兰托斯自1981年到去世前担任国会议员期间一直不遗余力地推动人权事业，1983年建立了国会人权议员团（Congressional Human Rights Caucus），推动从苏丹达尔富尔到西藏等广泛的人权议题。汤姆·兰托斯去世后，小布什总统追赠他总统自由勋章。汤姆·兰托斯议员在1983年建立的人权议员团被重新命名为国会汤姆·兰托斯人权委员会（Tom Lantos Human Rights Commission）。